# Nephargynnis kilimensis
Nephargynnis kilimensis är en fjärilsart som beskrevs av Van Someren 1972. Nephargynnis kilimensis ingår i släktet Nephargynnis och familjen praktfjärilar. Inga underarter finns listade i Catalogue of Life.